# Totalno uređen skup
Totalno, potpuno ili linearno uređen skup je skup A ako za svakih dvaju elemenata iz tog skupa vrijedi (≤) na A za koju vrijedi {\displaystyle x\leq y} ili {\displaystyle y\leq x}
Ako je u nekom parcijalno uređenom skup podskup totalno uređen nazivamo ga lancem. Ako za svaki podskup nekog totalno uređena skupa ima minimalni element taj skup je dobro uređen skup. Svaki totalno uređen skup sadrži kofinalan dobro uređen skup.